# وحمة مفترزة
وحمة مفترزة (بالإنجليزية: Apocrine nevus) هي حالة جلدية نادرة جدًا تحتوي على فرط تنسج الغدد المفترزة الناضجة.:775